# Dryas delila
Dryas delila är en fjärilsart som beskrevs av Fabricius. Dryas delila ingår i släktet Dryas och familjen praktfjärilar. Inga underarter finns listade i Catalogue of Life.